# 정연국
정연국(鄭然國, 1961년 5월 27일~)은 대한민국의 전직 언론인 출신의 정치인이다. 대통령 비서실 행정관 겸 대변인을 지냈다.

## 학력
- 1977 ~ 1980 : 서울 성남고등학교
- 1980 ~ 1986 : 중앙대학교 사범대학 독일어교육학과 학사 (1980학번)
- 연세대학교 언론홍보대학원 방송영상학 석사

### 비학위 수료
- 미국 조지 워싱턴 대학교 비학위연수과정 수료(2018년 8월)

## 경력
- 1987년 : 울산문화방송 보도국 기자(1987년 4월)
- 1995년 : MBC 기자(1995년 8월)
- 1996년 ~ 2000년 : MBC 보도국 전국부 수도권 기자
- 2007년 ~ 2010년 : MBC 런던특파원
- 2010년 10월 : MBC 보도국 기획취재부장
- 2011년 2월 : MBC 보도제작1부장
- 2011년 5월 : MBC 보도국 기획취재부장
- 2012년 4월 : MBC 보도국 사회2부장
- 2015년 3월 ~ 2015년 10월 : MBC 시사제작국장
- 2015년 10월 ~ 2017년 5월 : 대통령 비서실 행정관 겸 대변인
- 2018년 11월 : 자유한국당 당무위원
- 2019년 9월 ~ 2025년 7월 : 자유미디어국민행동 운영위원
- 울산미래연구소 소장
- 미래통합당 상임고문 겸 당무위원
- 2020년 3월 ~ 2020년 4월 : 미래통합당 4·15총선 중앙선거대책위원회 상근수석대변인
- 2021년 10월 : 동국대학교 행정대학원 객원교수

## 진행
| 연도        | 방송사 | 프로그램       | 진행 기간                          | 비고 |
| ----------- | ------ | -------------- | ---------------------------------- | ---- |
| 2004 ~ 2007 | MBC    | MBC 뉴스투데이 | 2004년 4월 5일 ~ 2007년 6월 29일   | 평일 |
| 2012        | MBC    | MBC 뉴스투데이 | 2012년 1월 26일 ~ 4월 27일         | 평일 |
| 2012        | MBC    | MBC 뉴스데스크 | 2012년 5월 12일 ~ 6월 10일         | 주말 |
| 2014 ~ 2015 | MBC    | MBC 100분 토론 | 2014년 9월 16일 ~ 2015년 10월 20일 |      |

## 수상 경력
- 2015년 중앙대학교 자랑스런 중앙언론동문상 수상